# Juan Manuel Barrientos
Pour les articles homonymes, voir Barrientos.
Juan Manuel Barrientos est un footballeur argentin né à Lomas de Zamora le 4 mars 1982. 
Il pèse 73 kg pour 1,75 m et joue défenseur.
Après n'avoir joué que trois matchs au Racing Club de Avellaneda, il part jouer en 4e division argentine au Textil Mandiyú.
Il est ensuite recruté par le FC Lorient, où il ne convainc pas son entraîneur et joue onze matchs en deux saisons.
Au mercato 2007, il part en deuxième division grecque, au Thrasývoulos Fylís.

## Carrière
- 2003-2004 : Racing Club ( Argentine)
- 2004-2005 : Textil Mandiyú ( Argentine)
- 2005-2007 : FC Lorient ( France)
- 2007-2009 : Thrasývoulos Fylís ( Grèce)
- 2010-déc. 2010 : AO Trikala ( Grèce)
- depuis jan. 2011 : Lokomotiv Plovdiv ( Bulgarie)